# 肖樱叶柃
肖樱叶柃（学名：Eurya pseudocerasifera）为山茶科柃木属下的一个种。

## 扩展阅读
- 維基物種上的相關：肖樱叶柃